# Yeda Pessoa de Castro
Yeda Pessoa de Castro   (Salvador, 10 de març de 1937) és una antropòloga, escriptora, etnolingüista, doctora en llengües africanes per la Universitat Nacional del Zaire i consultora tècnica en llengües africanes del Museu de la Llengua Portuguesa de l'Estació de trens de llum de São Paulo, membre de l'Acadèmia de Lletres de Bahia. Pertany al GT de Literatura Oral i Popular d'ANPOLL i és membre del Comité Científic Brasiler del "Projecte Ruta de l'Esclau" de la UNESCO.
És professora jubilada de la Universitat Federal de Bahia (UFBA) i consultora tècnica i professora de la Universitat Estatal de Bahia; dirigeix el Nucli d'Estudis Africans i Afrobrasilers en Llengües i Cultures, del qual és fundadora.

## Formació
Al 1958, obtingué una llicenciatura en lletres anglogermàniques per la Universitat Federal de Bahia. Al 1972, el màster en Ciències Socials per la Universitat Federal de Bahia, defensant la tesi: Terminologia religiosa i vocabulari del parla quotidiana d'una casa de culte afrobrasiler, discurs religiós i quotidià, amb l'assessoria de Joselice Macedo de Barreiros, i Olasope Oylaran. Al 1974, un altre màster, ara de llengües africanes, per la Universitat d'Ife; amb la tesi: Terminologia religiosa i vocabulari de la parla quotidiana d'una casa de culte afrobrasiler, orientada per Olasope Oyelaran. Al 1976, el doctorat en llengües i literatures africanes, per la Universitat Nacional del Zaire, amb la tesi: Integració de l'africà als dialectes de Bahia a Brasil, orientat per Jean-Pierre Angenot.

## Desenvolupament professional
- Consultora tècnica en llengües africanes per al Projecte Estació de Llum de la Nostra Llengua, Fundació Roberto Marinho, São Paulo, a partir de 2004.

- Consellera de la Fundació Cultural Palmares, Ministeri de Cultura, Brasília, 2001-2003.

- Agregada cultural de l'Ambaixada de Brasil, a Port- of-Spain, Trinitat i Tobago, 1986-1988.

- Consultora i orientadora en l'elaboració de projectes de l'àrea d'Educació, a la Universitat Estatal de Santa Cruz, Departament de Lletres i Arts, Nucli d'Estudis Afrobaians Regionals KÀWÉ, 2000-2001

- Membre del Consell Científic i del Comité de Lectura del Col·loqui Internacional "Le Gabon et le Monde Iberique", Universitat Omar Bongo , Libreville, Gabon, maig del 2002.

- Membre permanent del Consell Científic de la Revista Kilombo, publicació de la Universitat Omar Bongo, Gabon.

- Àrbitra de CAPES i de llibres, revistes, diaris científics, del Brasil i de l'exterior

- Professora visitant en universitats d'Àfrica i del Carib, on actuà també com a agregada cultural de l'Ambaixada de Brasil a Trinitat i Tobago, i és la primera brasilera a defensar una tesi d'estudis de postgrau en una universitat africana, i l'única fins ara en la seua especialitat.

- A Bahia, directora del Centre d'Estudis Afroorientals; fundà el Museu Afrobrasiler a Salvador; i és professora visitant de postgraus en què ensenya llengües i cultures africanes al Brasil.

- La importància de la seua recerca, amb el resultat de més de trenta anys d'indagacions en tots dos costats de l'Atlàntic, ha obtingut reconeixement internacional. Ha realitzat conferències en congressos en diversos estats per invitació de l'ONU, la UNESCO i institucions acadèmiques on s'han publicat els seus estudis africans; descobrí l'extensió de la influència bantu al Brasil, i introduí aquesta participació de parlants africans en la formació del portugués brasiler.

- Autora de Parlars africans a Bahia: un vocabulari afrobrasiler (Acadèmia Brasileira de Lletres, 2001), acceptada per la crítica com l'obra més completa escrita, fins ara, sobre llengües africanes al Brasil, un clàssic en la matèria, i La llengua mina-jeje al Brasil: un parlar africà a Ouro Preto del segle xviii (2002), a més d'articles i conferències publicats en revistes científiques, anals de congressos, etc., de Brasil i l'exterior.[5]

## Algunes publicacions
- (2012). O Tráfico transatlântico i a distribuição da população negra escravizada no Brasil Colônia. Africanias.com 2, p.africanias.com-13.

- (2011). Marques de africania no português brasileiro. Africanias.com 1, p. africanias.com-07.

- (2009). Marcas lexicais africanas em contextos afro-brasileiros. KILOMBO 5: 119-131.

- (2009). A Identidade tecida pela palavra. Rev. do Instituto Geográphico e histórico da Bahia 104: 30-45

### Llibres
- (2009) - Falares africanos na Bahia: um vocabulário afro-brasileiro. Rio de Janeiro: Acadêmia Brasileira de Letras/ Topbooks Editora i Distribuïdora de Livros Ltda. (2a ed. - reimprés)

- (2005) - Falares africans na Bahia: um vocabulário afro-brasileiro. Rio de Janeiro: Acadêmia Brasileira de Letras/ Topbooks Editora i Distribuidora de Livros Ltda. (2a ed.)

- (2002) - A língua mina-jeje no Brasil: um falar africano em Ouro Preto do século XVIII. Belo Horizonte: Fundação João Pinheiro (Coleção Mineiriana)

- (2001) - Falares africanos na Bahia - um vocabulário afro-brasileiro. Rio de Janeiro, Acadêmia Brasileira de Letras/ Topbooks Editora i Distribuidora de Livros Ltda.

### Capítols de llibres
- (2012). Cuestões teóricas específicas. En: Claudia Xatara; Cleci Regina Bevilacqua; Philippe René Marie Humblé (orgs.) Dicionários na teoria e na prática: como e para quem são feitos. São Paulo: Parábola Editorial, p. 58-61.

- (2011). Aspectos culturais i linguísticos de Africania no Caribe. En: Carlos Henrique Cardim; Rubens Gamma Dias Filho (orgs.) A herança africana no Brasil e no Caribe. Brasília: Fundação Alexandre Gusmão - MRE, pàgs. 89-102.

- (2010). A participação de falantes africanos no português brasileiro: aspectos sócio-históricos e linguísticos. En: Instituto Internacional da Língua Portuguesa; Associação das Universidades da Língua Portuguesa (org.) Interprenetração da língua e culturas de/em língua portuguesa na CPLP. Praia - Cabo Verde: Instituto IILP i AULP, pàgs. 106-115.

- (2010). A língua de santo, marca de identidade etnoreligiosa. En: Cornelia Doll; Sybile Grosse; Christine Hunxdt; Axel Schönberger (orgs.) De arte Grammatica. Festschrift für Eberhard Gärtner. Frankfurt am Main: Valentia, pàgs. 79-87.

- (2009). O português do Brasil, uma intromissão nessa história. En: Charlotte Galves, Helder Garmes, Fernando Rosa Ribeiro (orgs.) África-Brasil: caminhos da língua portuguesa. Campinas: Editora Unicamp Ltda. pàgs. 175-184

- (1999). Também mulher, imagem de Deus. En: Mulher negra: preconceito, sexualidade e imaginário. Fatima Quintas (org.) Instituto de Perquisicions Sociais, Fundação Joaquim Nabuco, Ministerio de Educação, Gov. Federal, Recife, pàg. 1-9

- (1990) - No canto do acalanto. Salvador. Centro de Estudos Afro-Orientals, Série Ensaio/Perquisa, 12.

### Altres publicacions
- (2012). Camõés com dendê. La confrontació del portugués amb les llengües bantú, en lloc d'un conflicte per la falta de comunicació es traduí en l'africanització de l'idioma.en línia.

- (1980) - Os falares africanos na interação social do Brasil Colônia”. Salvador, Centre d'Estudis Baians/UFBA, núm. 89

- Influência das línguas africanas no português brasileiro[6] {{format ref}} http://www.gsuas.com.br/

## Honors

### Premis i homenatges
- Comanadora de l'Orde de Rio Branco, pel Ministeri de Relacions Exteriors , 1997

- Comanda Maria Quitéria, per la Cambra de Regidors de Ciutat de Salvador  Arxivat 2019-12-16 a Wayback Machine., 1989

- Sòcia de la Fundació Baiana do Culto Afro-brasileiro - FEBACAB, 1994

- Gran Benemèrita de la Cultura Afrobantú Brasilera pels Territoris components d'Ecobantú, São Paulo, 2008

- Homenatjada per Filhos do Congo, Carnaval de 2007. Salvador, Bahia

- Homenatjada pel Grup Cultural Afoxé Loni , per la seua vida i obra dedicades als estudis i a la realitat afrobrasilera, en el Carnestoltes de les Cultures de Berlín, Alemanya, maig de 2008

### Coedicions
- 2011 - actual, Periòdic: AFRICANIAS

- 2008 - actual, Periòdic: Kilombo (Libreville)

- 1962 - 1992, Periòdic: Afro-Ásia (UFBA)

- 1998 - actual, Periòdic: Caderno Pós Ciências Sociais (UFMA) (tancat al 2005. Cont. 1983-4527 Revist)

### Revisora de periòdics
- 2011 - actual, Periòdic: AFRICANIAS.COM